# Gymnogongrus
Gymnogongrus é um gênero de algas vermelhas pertencente à família Phyllophoraceae . 
O gênero tem distribuição cosmopolita . 
Espécie: 
- Gymnogongrus chiton (Howe) Silva & De Cew
- Gymnogongrus crenulatus (Turner) J.Agardh, 1851
- Gymnogongrus crustiforme
- Gymnogongrus devoniensis
- Gymnogongrus disciplinaris
- Gymnogongrus foliosus Harvey
- Gymnogongrus griffithsiae (Turner) Mart.
- Gymnogongrus johnstoni
- Gymnogongrus leptophyllus J.Agardh
- Gymnogongrus linearis (C.Agardh) J.Agardh
- Gymnogongrus martinensis
- Gymnogongrus norvegicus (Gunnerus) J.Agardh
- Gymnogongrus patens (Goodenough & Woodward) J.Agardh
- Gymnogongrus platyphyllus
- Gymnogongrus tenuis (J.Agardh) J.Agardh
- Gymnogongrus vermicularis